# Ассоциация по исследованию пика нефти и газа
Ассоциация по исследованию пика нефти и газа (англ. The Association for the Study of Peak Oil and Gas, ASPO) — сообщество учёных, чьей целью является оценка сроков и последствий прохождения глобального пика нефти и газа. Организация основана в 2000 году геологом-нефтяником Колином Кэмпбеллом.
«Пик нефти» — теория, которой придерживаются члены ассоциации — предрекает быстрое истощение ископаемых ресурсов после прохождения пика добычи. Характер истощения описывается так называемой « Кривой Хабберта», по имени исследователя М. Кинга Хабберта.
Список стран, в которых живут учёные-участники ассоциации, обширен: это Австралия, Австрия, Дания, Китай, Финляндия, Франция, Германия, Ирландия, Италия, Нидерланды, Норвегия, Португалия, Испания, Швеция, Швейцария, Великобритания. Участники ассоциации фигурируют в документальных фильмах «Конец пригородов» (The End of Suburbia) и «Петроапокалипсис сегодня?» (PetroApocalypse Now?).
Миссия организации:
1. Оценка запасов нефти и газа в мире
2. Изучение исчерпания нефти и газа, с учетом экономики, потребностей, технологий и политики
3. Повышать осведомленность человечества о серьезных последствиях исчерпания энергоресурсов